# Эрнандес, Лус
Эрнандес (порт. Ernandes), полное имя Эрнандес Диас Лус (порт. Ernandes Dias Luz; 11 ноября 1987, Сан-Фелис-ду-Арагуая, Бразилия) — бразильский футболист, выступающий на позициях полузащитника и защитника в бразильском клубе «Понте-Прета».

## Карьера
9 мая 2010 года Эрнандес дебютировал в Серии «А», выйдя на замену в составе «Сеары» в матче против «Флуминенсе», а 22 июля в матче с «Гуарани» забил первый гол в турнире. С 2011 года выступал за «Атлетико Гоияниенсе» в бразильской Серии «Б». За два года Эрнандес сыграл за команду 129 матчей и забил девять мячей, два из которых — в ворота ведущих бразильских клубов — «Атлетико Минейро» и «Флуминенсе», когда его команда играла в Серии «А». В январе 2014 года подписал контракт с молдавским «Шерифом». В составе команды стал чемпионом Молдавии сезона 2013/14. 24 мая 2015 года выиграл с командой Кубок Молдавии 2014/15.

## Достижения
Сеара
- Чемпион Лиги Сеаренсе (1): 2011

 Атлетико Гоияниенсе
- Серебряный призёр Лиги Гояно (2): 2012, 2013

 Шериф
- Чемпион Молдавии (1): 2013/14
- Бронзовый призёр чемпионата Молдавии (1): 2014/15
- Финалист Суперкубка Молдавии (1): 2014